# 卑金屬
卑金屬（或稱賤金屬、基本金屬、普通金属）是除了金、銀、鉑、鈀等贵金屬（precious metal）之外，其他所有的金屬。例如：鐵、銅、鋁等。
在化學上，「卑金屬」都是用在當作容易氧化與腐蝕的金屬上面的非正式稱呼，這些金屬很容易與稀釋的鹽酸反應產生氫氣，例如鐵、鎳、鉛、鋅等。銅雖然不能跟鹽酸反應，但是因為它相對來說很容易氧化，所以也被視為「卑金屬」。與這類金屬相對的是惰性金属（noble metal，也常稱為贵金屬）。
在煉金術中，「卑金屬」意指很普通而且不昂貴的金屬，與主要包括金與銀的贵金屬為對比。煉金術士的長期目標就是將卑金屬變化成稀有金屬。
在貨幣學中，錢幣過去都是從贵金属的含量來決定其主要價值。但是大多數的現代貨幣都是法定貨幣，並允許錢幣可以用卑金屬來製造。
在採礦業與經濟學中，「卑金屬」意指工業上不包括贵金属的黑色金屬及有色金屬。這些包括銅、鋁、鉛、鎳、錫和鋅。

## 參照
- 金屬活動性
- 賢者之石

## 外部連結
- （英文）Live base metal prices - USD/lb（页面存档备份，存于）